# Richard-William Martin
Pour les articles homonymes, voir Martin.
Richard-William Martin est un diplomate et skipper français né à Paris le 22 mai 1865 et mort au Chesnay le 13 janvier 1947,.

## Biographie
Il est le fils de Charles William Martin, né le 22 octobre 1828 à Rouen (Seine-Inférieure) et mort le 27 février 1905 à Paris (Seine), et inhumé au cimetière du Père-Lachaise (90e division). souvent confondu dans les annales olympiques. 
Il rejoint le Cercle de la voile de Paris en 1893. 
William Martin participe aux Jeux olympiques d'été de 1900 qui se déroulent à Paris.
À bord de Crabe II, il dispute les deux courses de classe ½ – 1 tonneau. Il remporte la médaille d'argent à l'issue de la première course et termine troisième de la seconde course, qui n'est pas reconnue par le Comité international olympique (CIO).
Lors de ces mêmes Jeux, il se classe sixième puis septième des deux courses de classe 3 – 10 tonneaux, à bord de Pirouette, la première course n'étant pas reconnue par le CIO
.
Il est le chef adjoint du cabinet du Ministre des Affaires étrangères en 1912 et ministre plénipotentiaire. 
Il est fait grand officier de la Légion d'honneur en 1925. 
Il fut notamment délégué auprès de la Commission européenne du Danube  de 1925 à 1926 et  chef du protocole de la République française de 1913 à 1920.